# Dellichthys morelandi
Dellichthys morelandi är en fiskart som beskrevs av Briggs, 1955. Dellichthys morelandi ingår i släktet Dellichthys och familjen dubbelsugarfiskar. Inga underarter finns listade i Catalogue of Life.